# Qeqertat
Qeqertat é um assentamento no município de Qaasuitsup, noroeste da Gronelândia. Está situado a aproximadamente 60km a leste de Qaanaaq e é a 3ª localidade mais a norte da Gronelândia, sendo só ultrapassada por Qaanaaq e Siorapaluk (sem contar com Etah, uma localidade abandonada). Em 2010 tinha 33 habitantes.

## População
A população de Qeqertat manteve-se estável nas duas últimas décadas.